# Batu Layang (Sibolangit)
Batu Layang is een bestuurslaag in het regentschap Deli Serdang van de provincie Noord-Sumatra, Indonesië. Batu Layang telt 486 inwoners (volkstelling 2010).